# پربال
پربال (به مجاری:  Perbál) یک شهرداری در مجارستان است که در ناحیه بوداکسی واقع شده‌است. پربال ۲۵٫۶۵ کیلومتر مربع مساحت و ۲٬۱۸۴ نفر جمعیت دارد.